# Крекінг-установка у Пенчжоу
Крекінг-установка у Пенчжоу – складова нафтоперербного та нафтохімічного майданчика компанії Sichuan Petrochemical  (дочірня структура PetroChina), розташованого в центральній частині Китаю у провінції Сичуань.
У 2014 році в Пенчжоу ввели в експлуатацію нафтопереробний завод та пов'язану з ним установку парового крекінгу потужністю по етилену 800 тисяч тонн на рік. Розрахована на піроліз газового бензину (naphtha), вона також виробляє великі об’єми інших ненасичених вуглеводнів – бутадієну (150 тисяч тонн) та пропілену.
Отриманий етилен спрямовується на виробництво поліетилену високої щільності (300 тисяч тонн), лінійного поліетилену низької щільності (300 тисяч тонн), моноетиленгліколю (380 тисяч тонн) та оксиду етилену (50 тисяч тонн). Пропілен необхідний для лінії полімеризації у поліпропілен (450 тисяч тонн) і заводу оксо-спиртів, здатного продукувати 85 тисяч тонн 2-етилгексанолу, 235 тисяч тонн н-бутанолу та 33 тисячі тонн ізобутилальдегіду.